# Rose Williams
Pour l’article homonyme, voir williams.
Rose Williams, née le 18 février 1994 à Ealing (Londres), est une actrice britannique.
Au cinéma, elle est connue pour avoir joué Emma dans Sunroof, Lil dans Chicken (2013), la jeune Vinnie dans Emily Dickinson, A Quiet Passion (2016), ainsi que Changeland.

## Biographie
Rose est née le 18 février 1994 à Ealing, un quartier de Londres au Royaume-Uni.
Elle a suivi des cours de comédie et de danse depuis son enfance, et elle est également mannequin.

## Carrière
De 2013 à 2017, elle incarne la Princesse Claude dans Reign : le Destin d’une Reine. En 2014, elle tourne dans un épisode de Casualty.
En 2019, incarne Catherine Sforza dans Les Medicis : Maîtres de Florence. La même année, elle joue l'héroïne Charlotte Heywood dans Bienvenue à Sanditon (inspirée d'un roman inachevée de Jane Austen), jusqu'en 2023.
En 2023, elle joue aux côtés de Famke Janssen et Finn Cole dans Locked In, diffusé sur Netflix.

## Filmographie

### Cinéma

#### Longs-métrages
- 2015 : Chicken de Joe Stephenson : Lil
- 2016 : A Quiet Passion de Terence Davies : Vinnie jeune
- 2019 : Changeland de Seth Green : Emma
- 2021 : The Power de Corinna Faith : Val
- 2022 : Une robe pour Mrs. Harris (Mrs. Harris Goes to Paris) d'Anthony Fabian : Pamela Penrose
- 2023 : Locked In de Nour Wazzi : Lina

#### Courts métrages
- 2014 : Tocks de Stuart McDonald : Jade
- 2014 : Sunroof de Robin Fraser : Emma
- 2015 : Infinite de Connor O'Hara : Lily

### Télévision

#### Séries télévisées
- 2013 - 2017 : Reign : Le Destin d'une reine (Reign) : Princess Claude
- 2014 : Casualty : Imogen Renfrew
- 2019 : Les Medicis : Maîtres de Florence (Medici : Masters of Florence) : Catherine Sforza
- 2019 : Curfew : Faith Palladino
- 2019 - 2023 : Bienvenue à Sanditon (Sanditon) : Charlotte Heywood
- 2022 : That Dirty Black Bag : Symone

## Voix françaises
| - Adeline Chetail dans : - Reign : Le Destin d'une reine (série télévisée) - Les Médicis : Maîtres de Florence (série télévisée) - Curfew (en) (série télévisée) - Une robe pour Mrs. Harris - Locked In | Et aussi - Julie Dieu (Belgique) dans Bienvenue à Sanditon (série télévisée) - Helena Coppejans (Belgique) dans The Power - Pascale Mompez dans That Dirty Black Bag (en) (série télévisée) |